# Beach City, Ohio
Beach City là một làng thuộc quận Stark, tiểu bang Ohio, Hoa Kỳ. Năm 2010, dân số của làng này là 1033 người.

## Dân số
- Dân số năm 2000: 1137 người.
- Dân số năm 2010: 1033 người.